# Jules Bourcier
Jules Bourcier (1797 – 1873) è stato un ornitologo francese.